# Абдуллаев, Гаджимурад Убайдулаевич
Гаджимурад Убайдулаевич Абдулаев (17 декабря 1984; Ансалта, Ботлихский район, Дагестанская АССР, РСФСР, СССР) — российский борец вольного стиля, призёр чемпионата России.

## Карьера
Является выпускником махачкалинской СДЮШОР имени Гамида Гамидова под руководством Анвара Магомедгаджиева. В июне 2006 года стал финалистом турнира памяти Шамиля Умаханова в Хасавюрте. В июле 2006 года стал серебряным призёром чемпионата России, уступив в финале Мавлету Батирову. Заслуженный тренер России.

## Личная жизнь
Является выпускником Дагестанского государственного педагогического университета.

## Спортивные результаты
- Первенство мира по борьбе среди кадетов 2001 — ;
- Чемпионат России по вольной борьбе 2006 — ;